# Bílčice
Bílčice är en ort i Tjeckien. Den ligger i den östra delen av landet, 230 km öster om huvudstaden Prag. Bílčice ligger 557 meter över havet och antalet invånare är 251.
Terrängen runt Bílčice är platt söderut, men norrut är den kuperad. Runt Bílčice är det ganska glesbefolkat, med 26 invånare per kvadratkilometer. Närmaste större samhälle är Bruntál, 15,0 km nordväst om Bílčice. Omgivningarna runt Bílčice är en mosaik av jordbruksmark och naturlig växtlighet.